# Sabine Oertelt-Prigione

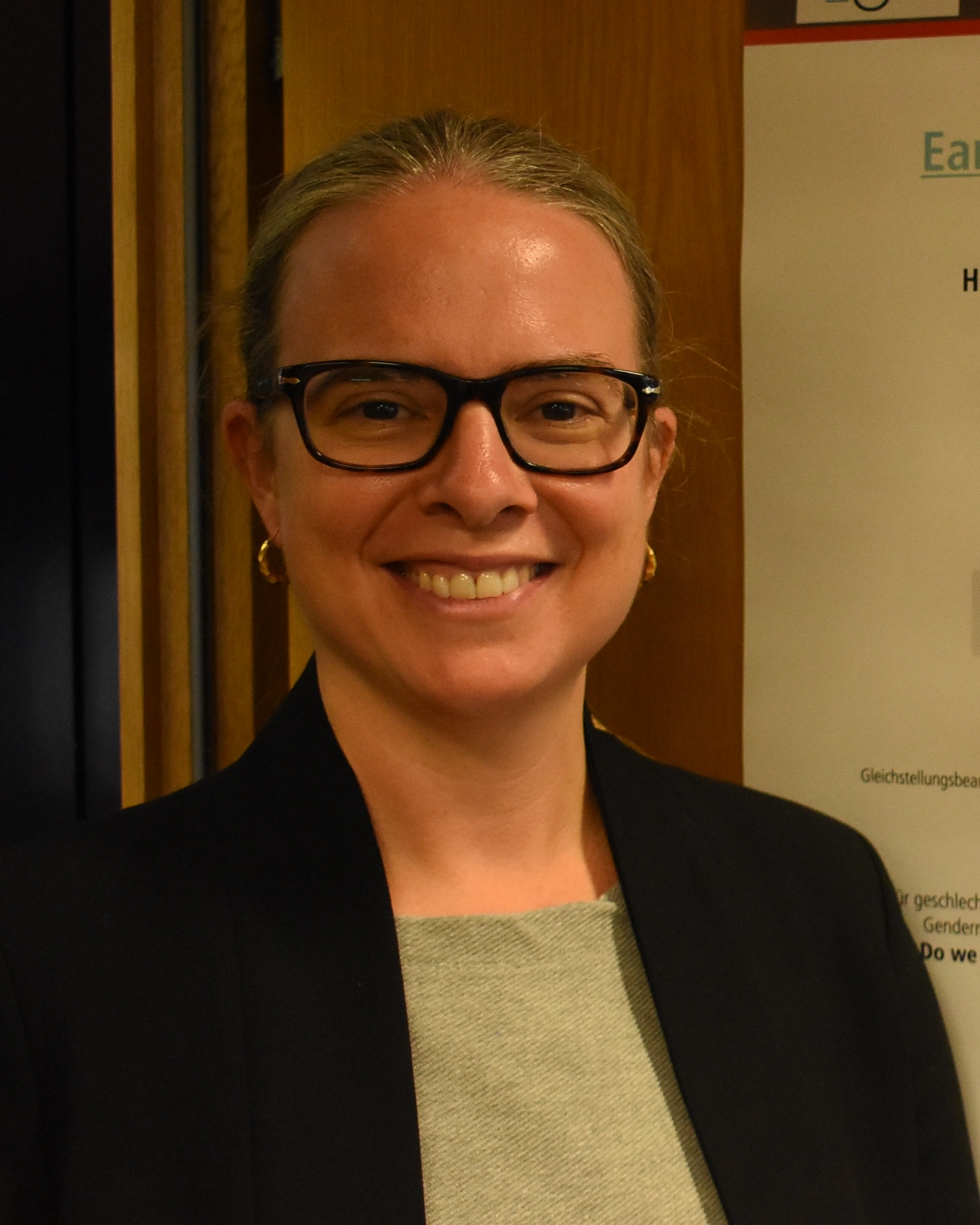
Sabine Oertelt-Prigione (2021)

Sabine Oertelt-Prigione (* 1978 in Nürnberg) ist eine deutsche Ärztin und Hochschullehrerin an der Radboud-Universität Nijmegen und an der Universität Bielefeld. Ihr Forschungsgebiet ist die geschlechtersensible Medizin.

## Werdegang
Nach dem Besuch der deutschen Schule in Mailand studierte Oertelt-Prigione von 1997 bis 2003 an der Universität Mailand Humanmedizin und promovierte zur Dottoressa in Medicina e Chirurgia. Von 2003 bis 2008 absolvierte sie, ebenfalls an der Universität Mailand, die Fachweiterbildung in Innerer Medizin. Ab 2010 studierte sie Public Health an der London School of Hygiene and Tropical Medicine und schloss dieses Studium 2012 mit dem Master of Science ab. Von 2009 bis 2014 war Oertelt-Prigione an der Charité – Universitätsmedizin Berlin als wissenschaftliche Mitarbeiterin tätig, wo sie 2014 mit dem Titel Dr. med. ihre Promotion abschloss. 2015/2016 ließ sie sich am Artop Institut der Humboldt-Universität Berlin zusätzlich zur Systemischen Organisationsberaterin ausbilden. Die Habilitation in Innerer Medizin erfolgte 2016 wiederum an der Charité.
Die Jahre 2004 bis 2006 verbrachte Oertelt-Prigione als Postdoc in den USA am Department of Rheumatology, Allergy and Clinical Immunology der University of California at Davis. Von 2009 bis 2016 forschte sie als wissenschaftliche Mitarbeiterin am Institut für Geschlechterforschung in der Medizin (GiM) der Charité – Universitätsmedizin Berlin. 2016 wurde Oertelt-Prigione wissenschaftliche Mitarbeiterin am Institut für Rechtsmedizin der Charité.
2017 folgte sie einem Ruf auf die Professur für Primary and Transmural Care am Department of Primary and Community Care der Radboud-Universität in Nijmegen in den Niederlanden. Im April 2021 nahm Oertelt-Prigione den Ruf auf die im Bereich der klinisch-theoretischen Medizin neu geschaffene Professur für geschlechtersensible Medizin an der Medizinischen Fakultät OWL der Universität Bielefeld an. Beide Professuren will sie zukünftig gemeinsam vertreten, „um zu zeigen, dass man eine W3-Professur auch in Teilzeit erfüllen kann“.
Sie fungiert als Mentorin für Start-Ups aus dem Gesundheitsbereich bei Rockstart Nederland.

## Forschung
Der Forschungsschwerpunkt von Oertelt-Prigione ist die geschlechtersensible Medizin. Sie forscht u. a. zum Einfluss von Geschlecht auf Herzkreislauferkrankungen und das Immunsystem. Sie entwickelt Präventionsstrategien für geschlechtsspezifische Ungleichheiten in der Medizin, für die Gesundheit von Flüchtlingen und zur Prävention zwischenmenschlicher Gewalt und sexueller Belästigung. Sie erstellte die weltweit erste Datenbank für medizinische Publikationen (GenderMedDB), die geschlechtsspezifische Analysen sammelt und systematisch erschließbar macht. In dem vom Bundesministerium für Bildung und Forschung (BMBF) geförderten Verbundprojekt „Realizing Impact“, das sich mit der Gesundheitsversorgung von Geflüchteten beschäftigt, entwickelte sie von 2018 bis 2020 die „MyHealthInABox – Minority Health Innovation ToolBox“, eine Sammlung von Methoden und Werkzeugen, um Innovationen für Geflüchtete und Minderheiten im Gesundheitssystem voranzubringen.
Aktuell beschäftigt sich Oertelt-Prigione mit den geschlechtsspezifischen Unterschieden einer Covid-19-Erkrankung und den Auswirkungen der COVID-19-Pandemie auf Gewalt gegen Frauen und Kinder und innerhalb von Beziehungen.

## Ausgewählte Mitgliedschaften
- International Society of Gender Medicine (IGM)[11]
- European Commission Expert Group „Gendered Innovations“
- German Society of Gender Medicine (DGesGM)
- European Institute of Women’s Health
- Dutch Society of Gender and Health

## Auszeichnungen und Preise
- 2014: Max Rubner Preis der Stiftung Charité für das Projekt „Der sensible Umgang mit Grenzüberschreitungen im Krankenhaus – Entwicklung einer Workplace Policy zur Prävention sexueller Belästigung an der Charité – Universitätsmedizin Berlin“[12]
- 2007: Young investigator travel award der European Association for the Study of the Liver, EASL[13]
- 2007: Young investigator and presenter award, AISF[13]

## Ausgewählte Veröffentlichungen
Oertelt-Prigione hat mehr als 80 wissenschaftliche Publikationen auf den Gebieten geschlechtersensible Medizin, Prävention und Public Health vorgelegt, darunter:
- (mit Maren Hintermeier, Rosa Jahn, Louise Biddle, Hande Gencer, Claudia Hövener, Katja Kajikhina, Amir Mohsenpour, Sabine Oertelt‐Prigione, Oliver Razum, Jakob Spallek, Marie Tallarek, Kayvan Bozorgmehr):SARS-CoV-2 bei Migrant*innen und geflüchteten Menschen. Bielefeld: Universitätsbibliothek Bielefeld 2021. (Digitalisat; kostenfrei zugänglich)
- (mit E. Mariman): The impact of sex differences on genomic research. Int J Biochem Cell Biol. 2020 Jul;124:105774. doi:10.1016/j.biocel.2020.105774. Epub 2020 May 26. PMID 32470538 (Free article)
- (mit A. H. Maas): The Coronavirus Disease 2019 Outbreak Highlights the Importance of Sex-sensitive Medicine. Eur Cardiol. 2020 Aug 24;15:e62. doi:10.15420/ecr.2020.28. eCollection 2020 Feb. PMID 32944091 (Free PMC article)
- (mit Sabine C. Jenner): Prävention sexueller Belästigung. Studie der Hans-Böckler-Stiftung Nr. 369. ISBN 978-3-86593-279-2
- (mit Vera Regitz-Zagrosek): Sex and Gender Aspects in Clinical Medicine (Springer, London 2011, ISBN 978-0-85729-831-7) (Lehrbuch in englischer Sprache)